# Ревучі двадцяті

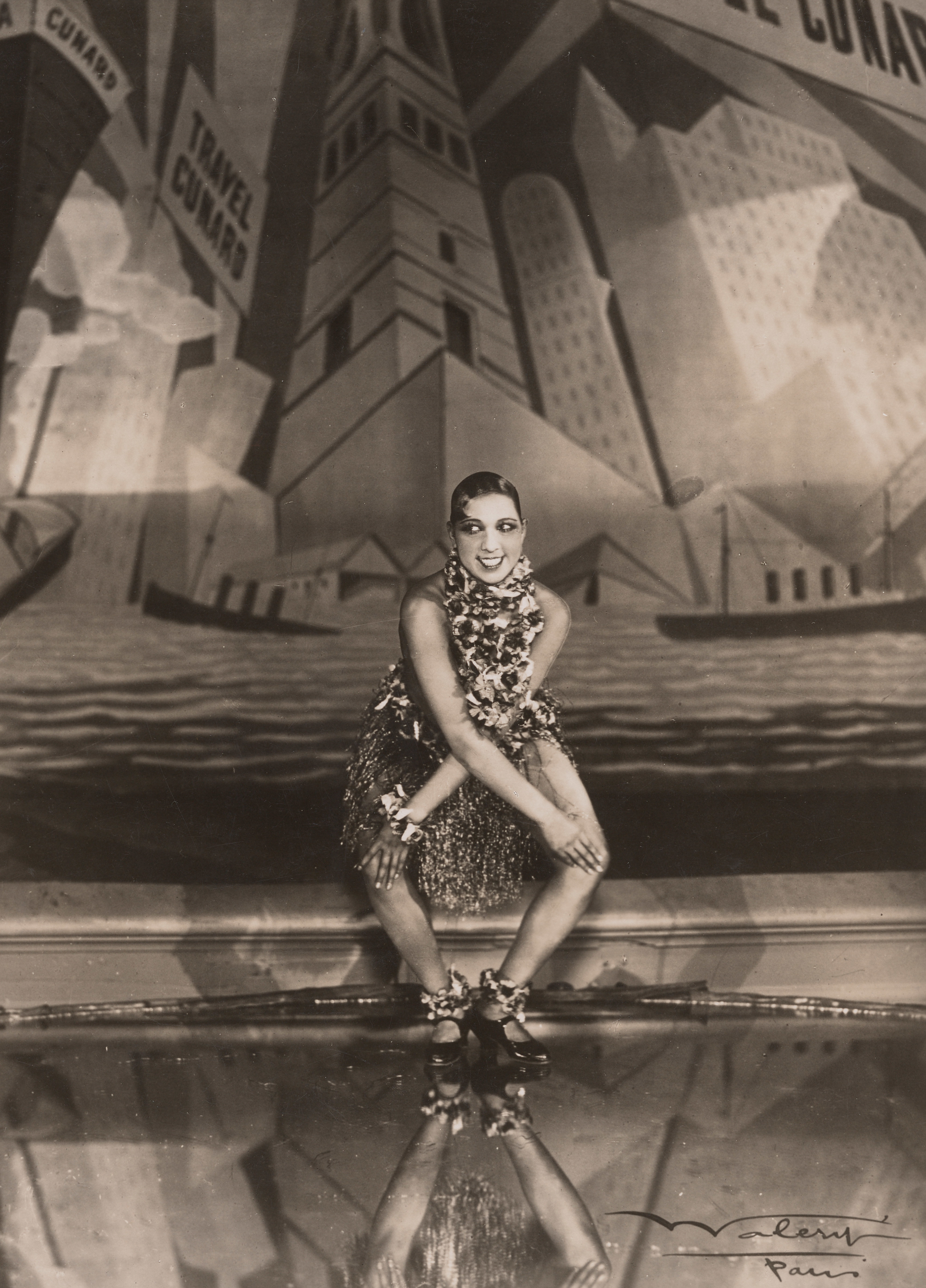
Жозефіна Бейкер виконує чарльстон

Ревучі двадцяті (англ. Roaring Twenties), також період «Проспериті» — термін, що використовується в західному світі для опису культурної епохи 1920-х років. Це був період стійкого економічного процвітання після Першої світової війни, з характерними особливостями культури в Сполучених Штатах, Канаді та Західній Європі, зокрема в таких великих містах як Нью-Йорк, Монреаль, Чикаго, Детройт, Париж, Берлін, Лондон та Лос-Анджелес. У Франції цей період відомий під назвою «années folles» («Божевільні роки»). Ця назва ніби підкреслює соціальний, мистецький та культурний динамізм епохи. Політика повернулася в норму на хвилі пробудження надзвичайно емоційного патріотизму після Першої світової війни. Джазова музика розцвіла, флеппери дали нове визначення сучасній жіночності, стиль Ар Деко досяг піку популярності. Люди могли танцювати під джазову музику на вулиці. Також в цей час жінки отримували більшу свободу та незалежність, мали право голосу. Ця епоха стала свідком широкомасштабного використання автомобілів, телефонів, радіо, електрики, холодильників, кондиціонерів. Ціни на такі товари падали, тому люди середнього класу мали більше можливості придбати такі речі. Можна ще було взяти товар в кредит; також спостерігається розвиток кіноіндустрії, комерційної, цивільної та важкої авіації; безпрецедентний промисловий розвиток, збільшення споживчого попиту та прагнень, і значні зміни способу життя та культури. Уся увага засобів масової інформації була прикута до знаменитостей, особливо зірок спорту та кінозірок. 
Також був час заборони у 20-х роках, коли алкогольні напої у Сполучених Штатах вважалися незаконним. Це сухий закон. Саме тоді закликали виділяти увагу культурним цінностям, моралі і порятунку громадян. Причиною запровадження цього закону вважалось лише виключно турботою про здоров'я і моральним обличчям нації. Але ще є деякі деталі: американські промисловці шукали дисциплінованих та акуратних працівників; спиртним займались звичайно ж шотландці, ірландці та німці, отже їм не хотілось розвивати економіку країни, яка розв'язала Першу Світову війну. Тоді ж суспільство поділилося на два табори: один за скасування «сухого закону» (мітинги), а другий його заохочували. За ці роки різко зросла кількість злочинів у США.  
Велика депресія 1929 року поклала край «ревучим двадцятим».
Терміном «ревучі двадцяті» у 1939 році скористався режисер Рауль Волш, назвавши так (The Roaring Twenties) свій фільм, який у радянському прокаті з'явився в 1960-х роках під назвою «Доля солдата в Америці».

## Економіка США
Хоча фермерство та гірничорудна промисловість після Першої світової війни 1914—1918 років переживали важкі часи, загалом економіка США швидко перебудувалася на мирне виробництво і продовжувала зростати. США стали найбагатшою країною світу, їхня промисловість забезпечувала масове виробництво, а суспільство звикло до споживання.
Демобілізовані солдати після повернення додому отримали платню і витрачали її на нові продукти, що з'явилися в цей час на ринку. Припинення військових замовлень спочатку викликало в економіці коротку, але глибоку депресію, однак у міру повернення демобілізованих солдатів у мирне життя вона припинилася. Пропозиція на ринку перевищувала попит, що зумовило порівняно низькі ціни на товари та стимулювало продаж у кредит, але протягом 1920-х років споживання зростало
Під час президентства Уоррена Гардинга (1921—1923 рр.) ще всі демобілізовані знайшли роботу, і рівень безробіття спочатку сягав 20 %. У 1913 року прибутковий податок становив 7 %, але у роки його збільшили до 77 %, що робило виробництво невигідним. Щоб пожвавити економіку, Гардинг почав знижувати податки (до 25% до 1925 року) і вжив інших заходів, що у сукупності призвело до економічного буму у роки правління наступного президента Калвіна Куліджа (1923—1929 рр.). У той же час через широке споживче кредитування в економіці утворилася спекулятивна бульбашка, що спровокувала крах 1929 року, коли до влади прийшов президент Герберт Гувер. Він намагався зберегти за урядом роль арбітра у справах бізнесу, не втручаючись безпосередньо в економічні процеси, але успіху в боротьбі з кризою не досяг.